# Simon Emil Ammitzbøll
Simon Emil Ammitzbøll,  né le 20 octobre 1977 à Hillerød au Danemark, est un homme politique danois membre d'Alliance libérale (LA).

## Biographie
Simon Emil Ammitzbøll est diplômé en 2003 d'un bachelor en sciences sociales à l'université de Roskilde.
Il débute son engagement au sein du Parti social-libéral, dont il préside l'organe de jeunesse de 2000 à 2003. De 2004 à 2005, il travaille comme rédacteur pour Radikal Politik, le journal du parti.
Il est élu député au Folketing sous les couleurs du parti lors des élections législatives de 2005, puis réélu lors des élections de 2007.
En octobre 2008, il annonce son départ du Parti social-libéral. En janvier 2009, il annonce la création de son nouveau parti, le Centre civil. 
Il est à l'origine d'une proposition de loi permettant l'adoption par les couples homosexuels, au Danemark et à l'étranger, adoptée par le Folketing en mars 2009.
Il annonce en juin 2009 son intention de dissoudre le Centre civil, et son choix de rejoindre l'Alliance libérale. À partir de 2010, il est le président du groupe parlementaire du parti. Il est élu sous cette nouvelle étiquette, cette fois-ci dans la circonscription de Copenhague, lors des élections législatives de 2011.
Le 28 novembre 2016, quand l'Alliance libérale conclut un accord de coalition pour former le gouvernement Lars Løkke Rasmussen III avec Venstre et le Parti populaire conservateur, il est nommé ministre de l'Économie et de l'Intérieur.
Il fait partie des seulement 4 députés élus sous l'étiquette de l'Alliance libérale lors des élections législatives de juin 2019. Il annonce en octobre son départ du parti, et siège alors en tant qu'indépendant au Folketing.
Le 7 novembre 2019, il annonce la création d'un nouveau parti, Fremad. Il annonce toutefois le 8 octobre 2020 qu'il abandonne la collecte des signatures nécessaires à rendre le parti éligible aux élections législatives.
En août 2021, il déclare qu'il ne sera pas candidat aux prochaines élections législatives et mettra ainsi un terme à sa carrrière politique. Son mandat parlementaire prend fin après les élections de novembre 2022.

## Vie privée
Simon Emil Ammitzbøll-Bille est ouvertement bisexuel et marié à un autre homme, Henning Olsen, jusqu'à ce qu'Olsen meure en août 2016, après une longue lutte contre le cancer. En juin 2017, il entame une relation avec Kristine Bille, qu'il a épousée en novembre 2017 En octobre 2017, ils ont annoncé qu'ils attendaient leur premier enfant au printemps 2018.